# Driekus van de Pol
Hendrikus (Driekus) van de Pol (4 mei 1913 - 21 november 1996) was een Nederlandse verzetsstrijder tijdens de Tweede Wereldoorlog. Hij gaf leiding aan het verzet in Lunteren.

## Levensloop
Van de Pol was een basisschoolleraar. Op het moment dat de Tweede Wereldoorlog uitbrak woonde hij in Bennekom. Vanaf medio 1942 zat de Joodse onderduiker Jacques Hertz, broer van Marcel Hertz, ondergedoken bij het gezin aan de Nassaulaan 34. Via zijn zwager Jo van den Bent, die werkzaam was op het Edese gemeentehuis regelde Van de Pol persoonsbewijzen voor de hele familie Hertz, die verspreid over Bennekom zat ondergedoken. In 1943 gaf Van de Pol ook onderdak aan Didi Roos, de verloofde van Marcel Hertz.
Van de Pol besloot vroeg in 1943  onder te duiken bij zijn neef Aart Roelofsen in Lunteren, omdat hij als onderwijzer weigerde om een loyaliteitsverklaring te ondertekenen. Daar gaf hij leiding aan een eigen verzetsgroep. Binnen het verzet had hij de schuilnaam Flip. Begin september 1944 ging deze verzetsgroep op in de Binnenlandse Strijdkrachten. Op 4 september 1944 zou er op initiatief van de Duitsers een paardenvordering plaatsvinden in Ede. Via Janny Laupman, werkzaam op het Edese gemeentehuis, liet Van de Pol een officieel lijkend bericht uitgaan dat de vordering niet door zou gaan. De vijf bureauhouders die beschikten over veeregistratielijsten werden vervolgens overvallen en de lijsten werden meegenomen. Tot vergeldingsmaatregelen kwam het niet meer; de dag erna zou de geschiedenis ingaan als Dolle Dinsdag en een kleine twee weken later brak de Slag om Arnhem uit.
Na afloop van die slag speelde Van de Pol een belangrijke rol bij de ontsnapping van bijna honderdveertig Britse parachutisten die in de regio waren achtergebleven en ondergedoken zaten. Van de Pol was onder andere samen met Menno de Nooij, Digby Tatham-Warter en Tom Wainwright verantwoordelijk voor het zoeken van een goede ontsnappingsroute over de Rijn, zodat de Britse soldaten veilig naar hun eigen linies konden terugkeren. De parachutisten zouden per auto vanuit Ede naar het verzamelpunt in Renkum worden vervoerd. Toen een van de chauffeurs niet wilde vertrekken omdat hij het te gevaarlijk vond, trok Van de Pol zijn pistool en dwong hem om te gaan rijden.
Tijdens een wapendropping in de nacht van 8 op 9 maart tussen Lunteren en Ede grepen de Duitsers 17 verzetsmensen. Uit de ondervragingen achterhaalde de Sicherheitsdienst dat het hoofd van het verzet in Lunteren Flip heette en onderwijzer was.  De Duitsers slaagden er niet in zijn verblijfsplaats te achterhalen, waardoor Van de Pol op vrije voeten bleef.

### Na de oorlog

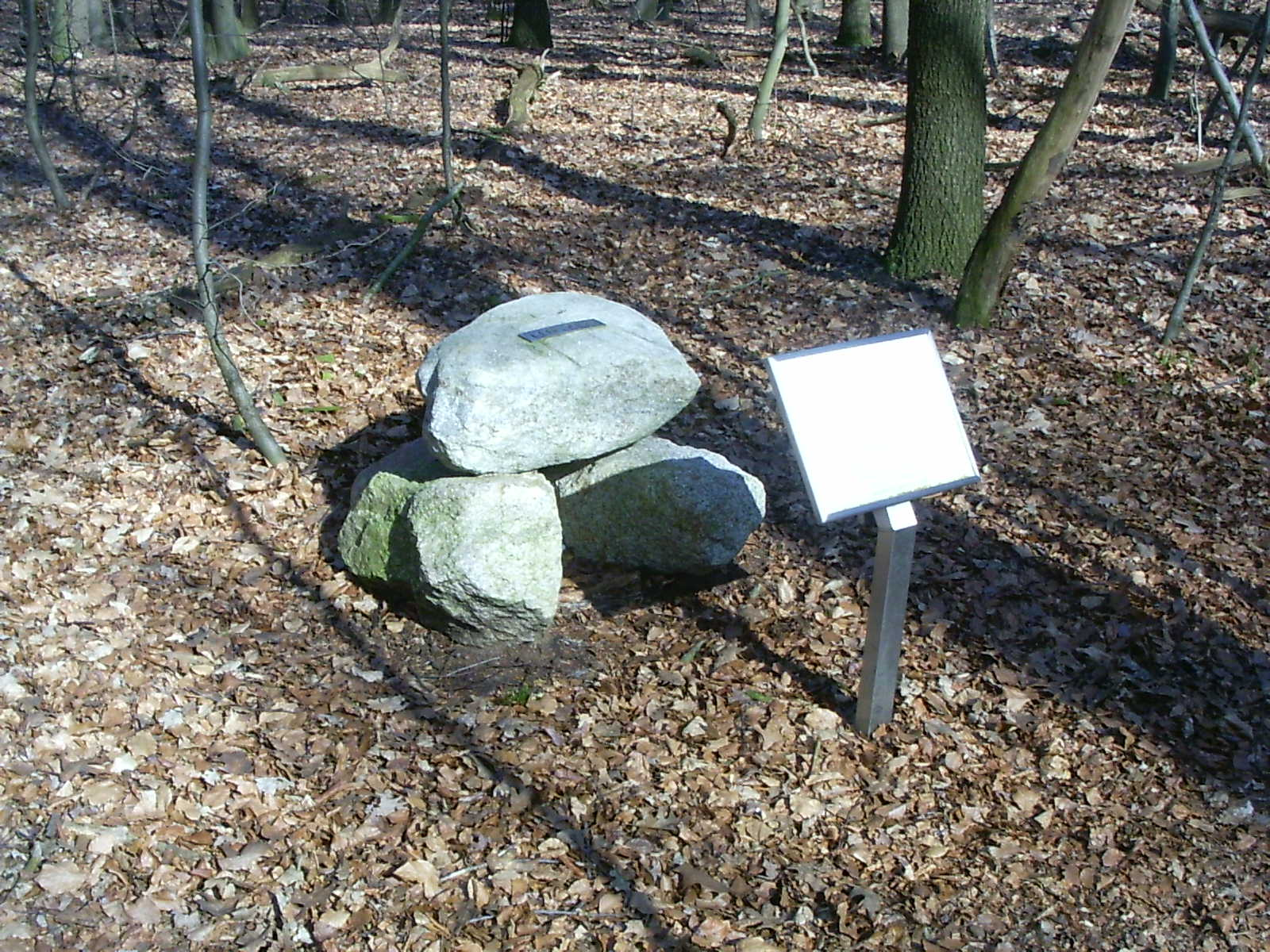
Het monument voor de broers Van Steenbergen, waar Van de Pol met zijn schoolklas jaarlijks een herdenking organiseerde

Van de Pol ontving in 1979 samen met zijn vrouw Lena (1913-1994) de eretitel Rechtvaardige onder de Volkeren van het Israëlische holocaustcentrum Yad Vashem. Samen met zijn schoolklas van de Nassauschool in Bennekom, tegenwoordig bekend als De Wingerd, hield Van de Pol jaarlijks een korte herdenking bij een klein monument op de plek waar de broers Elbertus en Martijn van Steenbergen op 13 april 1945, twee dagen voor de bevrijding, door Ries Jansen werden doodgeschoten.

## Wetenswaardigheden
Zijn zoon Simon was van 2004 tot 2012 namens de Partij van de Arbeid wethouder in de gemeente Ede.